# Elena Glikina
Elena Glikina (in russo Елена Гликина?; 11 marzo 1968) è un'ex schermitrice sovietica, vincitrice di due medaglie d'argento ai campionati mondiali di scherma.